# المؤتمر الوطني الأردني الأول
المؤتمر الوطني الأردني الأول عام 1928 هي وثيقة أصدرها عدد من أبناء إمارة شرق الأردن بعد توقيع المعاهدة الأردنية البريطانية عام 1928. حيث أدى إبرام المعاهدة الأردنية البريطانية في 20 فبراير 1928 إلى موجة عارمة من الاحتجاج عمت المدن والقرى الأردنية في ربيع السنة نفسها. ونظمت المظاهرات في المدن، وأعلنت الاضرابات. ولعب طلبة المدارس دورا كبيرا في هذه الحملة الاحتجاجية، حتى ان مدير المعارف اصدر بلاغا عممه على المدارس هدد فيه كل تلميذ يشترك في الأعمال السياسية أو في المظاهرات أو يضرب عن الدوام بعقوبة الطرد والفصل من المدرسة. وقام زعماء البلاد والمتنورون فيها بارسال البرقيات إلى عصبة الأمم والحكومة البريطانية، وسلطات الانتداب في فلسطين وشرقي الأردن، يستنكرون فيها إبرام المعاهدة،ą 

## خلفية تاريخية
بعد استقلال امارة شرق الأردن عام 1921 واصدار صك الانتدجاب البريطاني، تم توقيع المعاهدة الأردنية - البريطانية في شباط/ فبراير من العام 1928، وتلا ذلك في نيسان/ أبريل من العام نفسه، نشر القانون الأساسي لشرقي الأردن (الدستور)، الذي استمدَّ مواده من روح المعاهدة المذكورة، من دون أن يكون للأردنيين رأي فيه، وفي 17 حزيران/ يونيو من ذلك العام، نشرت حكومة حسن خالد أبو الهدى قانون انتخاب أعضاء المجلس التشريعي الأول، وذلك لإضفاء الشرعية على المعاهدة الأردنية – البريطانية، والقانون الأساسي. وشهدت المعاهدة الأردنية – البريطانية تظاهرات واسعة عمت المدن الأردنية، في آذار/ مارس، ونيسان/ أبريل، وحزيران/ يونيو 1928، فيما أمطر المواطنون الحكومة ببرقيات ومذكرات الاحتجاج على إبرام المعاهدة، وتصاعدت الدعوات إلى مقاطعة التسجيل للانتخابات، وعدم ممارسة الاقتراع. ثم جاء انعقاد المؤتمر الوطني الأول في 25 تموز/ يوليو من العام 1928

## المطالب
طالب القائمون على المؤتمر الوطني الأردني عام 1928 إلى: 
1. اعتبار الشعب مصدر السلطات.
2. تأليف كل حكومة في البلاد بمشيئة الشعب وعلى اساس ضمان مصالح الامة.
3. عدم الاعتراف بأي امتياز يتعارض والسيادة القومية.
4. مجلس النواب الممثل للشعب هو وحده صاحب الحق في فرض الضرائب وتعيين مقدارها.
5. حماية حريات الاعتقاد والنشر والتعبير للناس بحيث لا يؤذي انسان بسبب آرائه وافكاره ما دامت غير مخلة بالنظام العام.
6. حق الأمة في محاسبة وسؤال كل موظف ومستخدم في مصالح البلاد عن أعمال وظيفته واجراءاته
7. صيانة الاملاك وعدم العبث بها، وعدم جواز انتزاع ملكية مالك واستملاك ملکه الا إذا كانت المصلحة العامة تقضی بذلك لقاء تفویض عادل.
8. تعريب قيادة الجيش

## تأسيسه
وبلغ النشاط السياسي اوجه بالدعوة إلى عقد مؤتمر وطني عام في العاصمة للاتفاق على خطة للعمل الوطني المقبل. عقد المؤتمر الوطني الأردني الأول في مقهى حمدان في عمان فی 25 يوليو 1928. وحضره حوالي مئة وخمسين مندوبا من الزعماء المثقفين الأردنيين. وانتخب المؤتمر حسين باشا الطراونة رئيسا له، كما انتخب لجنة تنفيذية له مثلت العاصمة وألوية الأمارة الأربعة وهم:
- العاصمة: هاشم خير وسعيد المفتی وطاهر الحقة وشمس الدين سامی وشاهر الحديد وطارق سليمان.
- لواء البلقاء: مثقال الفايز وحديثة الخريشة ومحمد الحسين ونمر الحمود ونمر العریق وسالم أبو الغنم وماجد العدوان وسلیم البخيت ويوسف طنوس.
- لواء عجلون: راشد الخزاعي وسليمان السودي الروسان وعلي نیازي التل وعبد العزيز الكايد وسلطي الابراهيم ومحمد العيطان.
- لواء الكرك: حسين الطراونة وعطوي المجالي وعطالله السحيمات وسلامة الشرايحة ومصطفى المحيسن.
- لوا، معان: حمد بن جازي وابراهيم الوارد وخشمان أبو كركي المحاميد ومحمد قباعة
- وانتخبت اللجنة التنفيذية هيئة ادارية من السادة: حسين الطراونة رئيسا، وسعيد المفتي نائبا للرئيس، وطاهر الحقة سكرتيرا، وعلي نيازي التل معتمدا وطارق سلمان كاتبا وأمينا للصندوق.

## بنود المؤتمر
وتبني المؤتمر ميثاقا وطنيا ظل لسنوات عديدة منهاجا سياسيا للمعارضة الوطنية واشتمل الميثاق على البنود التالية:
1. إمارة شرق الأردن دولة عربية مستقلة ذات سيادة بحدودها الطبيعية المعروفة.
2. تدار بلاد شرق الأردن بحكومة دستورية مستقلة برئاسة صاحب السمو الملك الأمير عبدالله بن الحسين وأعقابه من بعده.
3. لا تعترف بلاد شرق الأردن بمبدأ الانتداب إلا كمساعدة فتية نزيهة لصالح البلاد، وهذه المساعدة تحدد بموجب اتفاق أو معاهدة تعقد بين شرق الأردن وحليفة العرب بريطانيا العظمی، على اساس الحقوق المتقابلة والمنافع المتبادلة، دون أن يمس ذلك بالسيادة القومية.
4. تعتبر شرق الأردن وعد بلفور القاضي بانشاء وطن قومي لليهود في فلسطين مخالفا لعهود بریطانيا ووعودها الرسمية للعرب، وتصرفا مضادا للشرائع الدينية والمدنية في العالم.
5. كل انتخاب للنيابة العامة يقع في شرق الأردن على غير قواعد التمثيل الصحيح وعلى اساس عدم مسؤولية الحكومة امام المجلس النيابي لا يعتبر انتخابا ممثلا لإرادة الامة وسيادتها القومية ضمن القواعد الدستورية، بل يعتبر انتخابا مصطنعا لا قيمة تمثيلية صحيحة له، والاعضاء الذين ينتخبون على أساسه إذا فصلوا بحق سیاسي أو مالي أو تشريع ضار بحقوق شرق الأردن الأساسية لا يكون لفصلهم قوة الحق المعترف به من قبل الشعب بل يكون فصلهم جزءا من تصرف السلطة الانتدابية وعلى مسؤوليتها.
6. ترفض شرق الأردن كل تجنيد لا يكون صادرا عن حكومة دستورية مسؤولة باعتبار أن التجنيد جزء لا يتجزأ من السيادة الوطنية
7. ترفض شرق الأردن تحمل نفقات اية قوات احتلالية اجنبية وتعتبر كل مال يفرض عليها من هذا القبيل مالا مغتصبا من عرق عاملها المسكين وفلاحها البائس
8. تری شرقي الأردن ان مواردها إذا منحت حق الخيار بتنظيم حكومتها المدنية كافية لقيام إدارة دستورية صالحة فيها برئاسة صالحة فيها برئاسة سمو الأمير المعظم صاحب الامارة الشرعي، اما الإعانة المالية التي تدفعها الحكومة البريطانية فان بلاد شرقي الأردن تعتبرها نفقات ضرورية لخطوط المواصلات الامبراطورية وللقوى العسكرية المعدة خدمة المصالح البريطانية ليس إلا، لذلك فان هذه الإعانة التي يضاف اليها اليوم قسم من واردات البلاد لتحقيق غايات لا مصلحة لشرقي الأردن فيها كما هو الواقع، لا تخول بريطانيا العظمی حق الاشراف على مالية شرق الأردن. هذا الاشراف المركزي الضار الواقع اليوم ولهذا فإننا نعتبر الوضع المالي الحاضر المبني على سياسة تخفيف الإعانة المالية عن عاتق المكلف البريطاني على حساب المكلف الأردني عبارة عن وضع صار غير مشروع لا تتحمله موارد البلاد ومن الواجب ابطاله واستبداله بنظام يزید استقلال حكومة شرقي الأردن المالي. مقررين أن التصرف المالي الحاضر لا يجوز صدوره عن حليفة غنية كبريطانيا بالنسبة لبلاد فقيرة كشرقي الأردن
9. تعتبر بلاد شرقي الأردن کل تشريع استثنائي لا يقوم على أساس العدل والمنفعة العامة وحاجات الشعب الصحيحة تشريعا باطلا.
10. لا تعرف شرقي الأردن بكل قرض مالي وقع قبل تشكيل المجلس النيابي.
11. لا يجوز التصرف بالاراضي الأميرية قبل عرضها على المجلس النیابی تصدیقه عليها وكل بيع وقع قبل انعقاد المجلس يعتبر باطلا

## بقاء المعتمد البريطاني
قدم وفد من المؤتمر هذا الميثاق إلى الأمير عبد الله الذي سلمه بدوره إلى المعتمد البريطاني في عمان هنري كوكس، وقام الأخير بالرد على ما جاء في الميثاق في 15 أغسطس 1928. مبينا ان الإدارة الحالية هي خلاصة تجربة تمت بعمل شاق حتى بلغت ما هي عليه من الكفاءة والجدارة، وأن التقدم نحو الحكم النيابي لا يتم الا بعد أن يبرهن الشعب على قدرته لتحمل مسؤوليات أكبر.
وجرى لقاء بين رئيس المؤتمر الوطني والمعتمد البريطاني تباحثا اثناءه في المطالب الوطنية، وتلا هذا اللقاء اجتماع للجنة التنفيذية للمؤتمر الوطني تداولت فيه ما جرى من حديث بين رئيس المؤتمر والمعتمد البريطاني وجواب المعتمد البريطاني. وصدرت مذكرة عن اللجنة في 16 أغسطس 1928، تضمنت توكیدا بأن أعضاء المؤتمر الرسمي الأردني هم «ممثلوا الأمة الحقيقون في رغائبها ومطالبها الوطنية الحقة»، وأن قرار المؤتمر مبني علی مبدأين هما الفصل بين السلطة التنفيذية والسلطة التشريعية، وتأليف حكومة وطنية حائزة على صفة الشعب وثقة الأمير معا، والمبدأ الأخير حق للشعب باعتبار أن «الحكومة التي لا تحوز على ثقة الشعب، لا يمكن العمل والاركان اليها».
وردت اللجنة التنفيذية في مذكرتها على مزاعم المعتمد البريطاني بأن الشعب الأردني لم يبلغ بعد المستوى اللازم لتحمل مسؤوليات الحكم النيابي، وعبرت المذكرة عن رغبة المعارضة الوطنية في التفاهم مع المعتمد البريطاني: « نحن نعتقد ، يا سعادة المعتمد، بأن بعض القابضين على زمام الأمور هنا هم الذین وسعوا شقة الخلاف بينكم وبين الشعب، وصوره لكم على غير صورته الحقيقية، وجعلوكم تعتقدون بأن البلاد وأهلها في حالة جهل مطبق، ليخلوا لهم الجو، ومثل هؤلاء ليسوا بأهل جدارة وكفاءة في إدارة الحكومة وتقدير مصالح البلاد».
وطالبت اللجنة التنفيذية في مذكرتها بتخفيض مخصصات دار الأعتماد البريطاني وقوة حدود شرقي الأردن ورواتب الموظفين المعارين ونفقات الجيش، رأفة بأحوال البلاد ومواردها الشحيحة، وطالبت أيضا «بتطبيق مبدأ المسؤولية المشتركة على مجلس النظار الذي يحكم الدوائر الحكومية، وتسليم مقدرات البلاد لأهلها».
وقد رد المعتمد البريطاني على هذه المذكرة بكتاب مؤرخ في 22 أغسطس من السنة نفسها، يبين فيه أن القانون الأساسي الأردني الصادر في 26 نیسان 1928 يكفل تحقيق المطالب الواردة في مذكرة اللجنة التنفيذية وأوضح الفصل بين السلطتين التنفيذية والتشريعية كما يلي:
اجتمعت اللجنة التنفيذية للمؤتمر الوطني الأردني، ودرست كتاب المعتمد البريطاني، وردت عليه بمذكرة طويلة، بينت فيها وجهة نظرها في الانتداب وعدته مساعدة نزيهة لصالح الشعوب، عملا بروح عهد جمعية الأمم ومبادئ الرئيس ولسون التي اعترف بها الحلفاء رسميا والوعود الخاصة المقطوعة للعرب، بحيت تحدد تلك السعادة بموجب اتفاقيات تعد على اساس الحقوق المتقابلة والمنافع المتبادلة». واستناد إلى وجهة النظر هذه تری اللجنة التنفيذية « أن نظام الحكم الأردن يجب ان يقوم على اساس الاعتراف بجهاد العرب وحق تقرير مصيرهم وعلى قواعد حق الامة الاساسي بالسيادة والاستقلال قبل اي اعتبار اخر».
وانتقدت اللجنة التنفيذية رأي المعتمد البريطاني القائل بكفاءة الحكومة وجدارتها، ووصفت الاختلال الإداري والتدهور الذي وصلت اليه البلاد ظهرت آثارهما فيما يلي:
1. الفوضى في الإدارة العامة لعدم وحدة المسؤولية وتسلسلها، بدلیل تنصل المراجع المسؤولة من أعمالها كلها استنكرها الشعب، وحتي كثيرا ما رأينا الموظفين لا يستطيعون استخدام صلاحياتهم في دائرة القانون.
2. اعتبار المعاملات في شكلها الورقي القرطاسي أصلا واهمال الإصلاح الحقيقي في البلاد، كعدم التفكير بأي مشروع مادي يساعد على تحسين الحالة الاقتصادية وتخفيف البطالة وتقوية الفلاح المرهق بالتكاليف والديون
3. توسيع نطاق التشكيلات في جميع دوائر الحكومة على اساس الحاجة والمنفعة والقدرة المالية المحلية.
4. بناء السياسة المالية على اساس تحميل المكلف الأردني نفقات الموظف البريطاني الباهظة ودوائر اخری لم تبرهن حتى الآن على اية فائدة ترجى من وجودها.
5. اعتماد دار الاعتماد في كثير من تصرفاتها على ما ينقله اليها اشخاص ليسوت على شي من التواهة لا هم لهم سوى توسيع شقة الخلاف بينها وبين الشعب.
6. إخضاع البلاد قوانین استثنائية لا منه على اصول تشريعي صحيح، ولا تطبق حتى في احط المستعمرات. كقانون الجرائم وقانون المسؤولية المشتركة والقوانين المملوء بفرض غرامات علی غير ذي ذنب أو مخالفة ثابتة، ووضع قوانین يراد بها إبطال الحجج القانونية والشرعية المعمول بها للاستيلاء على الأراضي والأوقاف الصحيحة.
7. خنق حرية الرأي والاجتماع والصحافة بفرض عقوبات وغرامات وضمانات باهضة على أصحابها واضطهاد المطالبين بالطرق المشروعة بحقوق البلاد اضطهادا يرمي إلى ايذائهم في أموالهم وابدانهم وحرياتهم القانونية خلافا لكل شرع مدني أو دیني ولما جاء في القانون الأساسي الذي لم يجف مداه بعد.

## رأي حكومة حسن خالد
تضايقت حكومة حسن خالد من نشاط اللجنة التنفيذية، ودعا سكرتير الحكومة عارف العارف كل من حسين الطراونة، رئيس اللجنة، وطاهر الجقة، سكرتيرها العام، وطلبت منها الكف عن النشاط المعادي للحكومة وحل اللجنة التنفيذية، باعتبار أن المؤتمر الوطني حزب سياسي غير مرخص له بالعمل. فما كان منهما إلا ان عادا إلى اللجنة التنفيذية وعقدا اجتماعا لها، أسفر عن توجيه كتاب إلى السكرتير العام للحكومة اكدت فيه ان المؤتمر الوطني «ليس من الأحزاب السياسية التي يمكن التسلط عليها والضغط على حريتها، فضلا عن انه لا يمكن فضها الا بالاستناد إلى اسباب قانونية وفي ظروف استثنائية». وطلبت اللجنة في كتابها ان تبلغ رسميا بارادة الأمير بحل المؤتمر الوطني ليمكن لها أن تجيب الأمة التي انتدبتنا وأيدتنا بأننا منعنا من السير في اعمالها ورغائبها لتكون على علم من ذلك، فنكون تخلصنا من المسؤولية الادبية

## الراي العام للشارع الأردني
وحاولت اللجنة التنفيذية الاستنجاد بالرأي العام الأردني والرأي العام العربي لمساندتها في نشاطها السياسي، فنشر علي نیازي التل، معتمد اللجنة التنفيذية، كتابا مفتوحا إلى المجلس التشريعي الأردني على صفحات جريدة الكرمل، اتهم المجلس التشريعي بالخضوع لإرادة المستشارين الإنجليز في البلاد، واصدار قوانین وأنظمة تحجب حرية القول وحرية النشر وحرية التصرف، مثل قانون صيانة الأسلاك والمزروعات وقانون العقوبات المشتركة وهي «قوانین استعباد واستعمار، ولا تنطوي صحائفها على شيء من العدل وحفظ حقوق الاهلين». وانتقد التل قانون انتخاب المجلس التشريعي لأنه يفرق بين الأردنيين ويقسمهم إلى مسلمين ومسيحيين وشراكسة وبدو. وأدلى حسين الطراونة، رئيس المؤتمر الوطني بتصريحات مماثلة لجريدة فلسطين في 9 أکتوبر 1928

## مذكرة إلىجون تشانسیلور
اغتنمت اللجنة التنفيذية زيارة المندوب السامي البريطاني السير جون تشانسیلور لعمان في 12 ديسمبر 1928 وقدمت اليه مذكرة تضمنت احتجاجها على المعاهدة الأردنية - البريطانية، وعلی تدخل المعتمد البريطاني في شؤون الحكومة، وعلى قانون انتخاب أعضاء المجلس التشريعي الصادر في الأول في أغسطس 1928، کما تضمنت استنكار اللجنة للقوانين الجائرة والتدابير التي اتخذتها الحكومة الأردنية بحق الزعماء المخلصين وفساد الإدارة.
قاد أعضاء المؤتمر الوطني الأردني الأول حملة واسعة في البلاد لمقاطعة انتخاب المجلس التشريعي الأول وانتقدوا بشدة قانون الانتخاب وكيفية تنفيذه من قبل الحكومة والتعديلات العديدة التي اجريت عليه.

## قمع أعضاء المؤتمر
وردت الحكومة على نشاط المعارضة باعتقال عدد من قادتها وفرضت على بعضهم الإقامة الجبرية. وجردت بعضهم الآخر من ألقاب الباشوية التي كانوا يحملونها مثل راشد الخزاعي. وقطعت الاكرامية الشهرية المخصصة لحسين الطراونة. وسنت القوانين الزجرية مثل قانون منع الجرائم الصادر في 7 سبتمبر 1928 وقانون العقوبات المشتركة في 9 سبتمبر 1928، وقانون النفي والابعاد في 8 اكتوبر من السنة نفسها. وفرضت الحكومة رقابة شديدة على الصحف المحلية، وعطلت بعضها ومنعت العديد من الجرائد الفلسطينية والسورية من دخول البلاد.

## رد فعل أعضاء المؤتمر
حاولت اللجنة التنفيذية للمؤتمر الوطني الأردني الأول عرقلة الانتخابات التشريعية بمقاطعتها. حتى أذا اجريت سعت إلى بیان عدم شرعيتها وعقدت لهذه الغاية اجتماعا في عمان في 11 مارس 1929، اسفر عن عدد من القرارات التي كررت فيها رفضها للمعاهدة الأردنية - البريطانية، وعدم اعترافها بالمجلس التشريعي المنتخب لأنه في نظرها لا يمثل بلاد شرق الأردن في شيء، بل هو يمثل اشخاص اعضائه فقط". واستنادا إلى ذلك لا تعبر قرارته " عن رغائب الامة ولا تلزم البلاد في شيء، بل تعتبر قراراته جزءا من اجزاء التسلط البريطاني غير المشروع". وتمسكت اللجنة بالميثاق الوطني الذي صدر عن المؤتمر
وأصدرت اللجنة التنفيذية كتابا بعنوان «الكتاب الأسود في القضية الأردنية العربية» طبعته في دار الايتام الإسلامية في القدس في مارس 1929. وهو عبارة عن ملف كامل للمعارضة الأردنية للانتداب والمعاهدة والقانون الأساسي.
ولما عقد المجلس التشريعي الأردني الأول أول جلساته في الأول من أبريل 1929، أصدر رئيس المؤتمر الوطني الأردني الأول نداء إلى اهالي شرقي الأردن، أعلن فيه عدم الاعتراف بشرعية المجلس وبما يصدر عنه من قرارات إذا كانت مخالفة للميثاق الوطني الأردني، وندد بالمعاهدة الأردنية - البريطانية، وبين مضارها على شرقي الأردن.
ورأى الأعضاء العاملون في المؤتمر الوطني الأردني ان يضفوا على عملهم الصفة الشرعية، فقرروا تشكيل حزب باسم «حزب اللجنة التنفيذية للمؤتمر الوطني الأردني»، هدفه تنفيذ بنود الميثاق الوطني. وأبلغوا الحكومة بذلك في 10 إبريل 1929، وتألفت هيئة الحزب الادارية من حسين الطراونة رئيسا، هاشم خیر نائبا للرئيس، وطاهر الجقة سكرتيرا، وسليم البخيت امينا للصندوق وایوب فاخر محاسبا، وسلیمان السودي الروسان، ونمر الحمود، ومصطفى المحيسن، وعلي سيدو الكردي أعضاء.
تمكن بعض أعضاء المؤتمر الوطني من الفوز بمقاعد المجلس التشريعي الأول، بعد أن خرجوا على قرار اللجنة التنفيذية بمقاطعة الانتخابات، وكان من أبرز هؤلاء شمس الدين سامي ونجيب الشريدة ونجيب أبو الشعر. وقاد هولاء المعارضة السياسية في المجلس التشريعي. وقاوموا بشدة التصديق على المعاهدة الأردنية - البريطانية. كما عارضوا امتیاز روتنبرغ وامتياز املاح البحر الميت.
وقد حرص الأمير عبد الله على اقامة صلات الود مع المعارضة السياسية، لأن المعارضة لم تتخل عن ولائها له والتمسك به رئيسا للدولة الأردنية. وقد امتدح الأمير المعارضة في خطاب القاه في جمع من السياسيين وزعماء البلاد في عمان بمناسبة مغادرته العاصمة الأردنية لزيارة والده الملك حسين في قبرص في يوليو 1929. قال الأمير:
وقد احتفلت اللجنة التنفيذية للمؤتمر الأردني بنواب المعارضة في المجلس التشريعي بعمان في 2 أغسطس 1929، ودعت إلى هذا الاحتفال عددا من الشخصيات السياسية والفكرية المرموقة في فلسطين وسوريا ومصر. وقد القى طاهر الجقة وسليم البخيت وسعيد العاص وفایز سبع العيش ونجيب أبو الشعر خطب حماسية في هذا الاحتفال.

## الاهمية
أسهم المؤتمر الوطني الأول، باعتباره التجسيد التنظيمي المبكر للحركة الوطنية الأردنية، في تعميق الربط الكفاحي بين الأردن وفلسطين. هذا الربط الذي سرعان ما تأكد في مواقف المؤتمرات الوطنية اللاحقة، وفي الدور الذي لعبته اللجنة التنفيذية للمؤتمر الوطني في دعم ومساندة الثورات والهبّات الفلسطينية المبكرة، لا سيما ثورة أغسطس عام 1929. وكان من الملفت للانتباه أن اللجنة التنفيذية للكومنترن (الأممية الثالثة) قد عَدَّت أحد أسباب تلك الثورة في فلسطين، هو «الهيجان الجماهيري في شرقي الأردن بسبب المعاهدة المبرمة مع الإنجليز».